# Batalla de Mancomoján
La Batalla de Mancomoján fue un enfrentamiento militar llevado a cabo entre el 12 de noviembre de 1812, durante la revolución de las sabanas, parte de la Independencia de Colombia, entre las fuerzas del Estado Libre de Cartagena y las realistas, con victoria de las primeras.

## Antecedentes

### Reacción republicana
En la madrugada del 18 de septiembre de 1812, el fraile Joaquín de Escobar llegó a El Carmen, después de ser perseguido desde Sincelejo por los monárquicos. De inmediato, envió un chasqui a Cartagena de Indias para informar de la rebelión ocurrida en las sabanas de Tolú y el valle del río Sinú, reunió 120 vecinos para defender la localidad de posibles ataques y estableció comunicaciones con los pueblos de San Jacinto, San Juan Nepomuceno, El Guamo, Barraca y El Yucal, cuyos alcaldes se comprometieron a ayudarle.
Poco después, el gobierno cartagenero decidió enviar una expedición a pacificar la zona a cargo del teniente coronel venezolano Manuel Cortés y Campomanes, quien entró por tierra a través de Mahates. El 17 o 24 de octubre entró en San Juan, tenía una compañía de patriotas y ahí reclutó dos compañías de regulares, dos cañones y los vecinos armados por Escobar, luego siguieron a El Carmen, donde el sacerdote Florentino Ferrer convenció a la feligresía de ser fieles al gobierno cartagenero. Al día siguiente, entraron en la localidad con 220 fusileros de las dos compañías de regulares mandadas por los capitanes Antepara y Gallardo, 20 jinetes de San Juan, San Jacinto y El Carmen, y 2 cañones montados y armados y otros 2 cargados en hombres. Las piezas de artillería se distribuían en una de seis libras, otra de cuatro y dos de dos, estas últimas siendo cargadas. Se reclutaron dos compañías de infantería, una con 130 hombres de San Juan y San Jacinto y 140 de El Carmen, se aumentó la caballería a 90 jinetes y se arregló un cañón que había sido clavado y abandonado en el lugar. Por quince días, los republicanos entrenaron a sus hombres, que tenían un parque y cuatro cajas con municiones.

### Divisiones y planes de los realistas
Entre tanto, el 24 de septiembre en Corozal, el teniente coronel español Antonio Fernández Rebustillo entró encabezando una columna de soldados regulares, pero los jefes locales se pelearon por quién debía tener el honor de recibirlo: el mayor ayudante Francisco Ibarra, comandante del Corozal, por ser más veterano; el soldado Pedro Paternina, de Sincelejo, por ser el primero en alzarse en armas; y el sacerdote Pedro Martín Antonio Vásquez, por ser cura y comandante de Sampués. El teniente coronel hizo de mediador y le dio el honor a Paternina.
Peor fue la disputa entre Fernández Rebustillo y el capitán de patriotas pardos de Chinú, el zambo Manuel de Jesús Betín. Este último puso en sus hombres dos charreteras y un relicario con el retrato de Fernando VII de España, mientras que el teniente coronel fue a celebrar en Chinú las fiestas de San Rafael, San Francisco y Nuestra Señora de la Misericordia, donde se hospedó en la casa de Francisco Pineda, quien le reclamó que Betín había engrillado a su nieto Rafael Barrera acusándolo de ser contrario al rey. En consecuencia, antes de la misa mayor y en el pórtico de iglesia, vecina a la casa de Pineda, Fernández Rebustillo citó a Betín frente a todo el pueblo y acusándolo de indigno, le quitó las charreteras y el retrato. Luego intentó arrestar al capitán, pero era muy popular entre el populacho, que quiso acabar con el teniente coronel, forzando al padre Vásquez a pasear por el pueblo exhortando al vecindario a calmarse. Para empeorar las cosas, los soldados regulares se ganaron el odio de muchos pueblos realistas donde acamparon por violar mujeres y robar. Su comandante también reemplazó al administrador del estanco, exigió a los vecinos traer maíz y ganado y a las mujeres cocinar bollos para sus soldados, incautó algodón para hacer mechas para sus armas, forzó a los vecinos a donar o aceptar pagos bajísimos por el hierro, obligando a los herreros a fabricar lanzas y machetes. Todo el que se oponía podía ser amenazado, arrestado y hasta azotado.
Esto no impidió que, para mediados de octubre, los curas monárquicos hubieran organizado la defensa contra expedición cartagenera. El sacerdote de Colosó, Andrés Rus, el de La Concepción, José Saturnino Sotomayor, el capuchino y cirujano José de Murcia y el cura de Sampués, quién fue nombrado generalísimo y se dedicó a darle a sus hombres jabones y tabaco personalmente. En Corozal se reunieron a todas las milicias, recibiendo raciones de carne y bollos de los vecinos y un trago de aguardiente del estanco local. Ahí recibieron al alcalde de Ovejas, Norberto de la Rosa, con una carta de Escobar donde le exigían rendirse o vería su pueblo destruido por los patriotas. El 4 de noviembre, los realistas respondieron enviando una avanzada a cargo del comandante en jefe de Tenerife, Pedro Domínguez, y el capitán de las tropas del Magdalena, José Pío de Gracia, quienes tuvieron una conferencia con Fernández Rebustillo y se retiraron a Corozal. Quedaron a cargo el teniente Pedro Mateo y el cura Vásquez, que se dedicaron a fortificar el pueblo con un terraplén sobre estacas de madera y varias baterías, estacas clavadas en los alrededores y prepararon las casas para recibir a soldados y caballos.

## Fuerzas enfrentadas
El fraile Escobar en sus Memorias sostiene: «El total de las fuerzas enemigas en Ovejas era como 1.200 hombres, pero de éstos sólo había 200 armados de fusiles y escopetas, y todos los demás con lanzas, machetes, hondas y flechas». El sacerdote Vásquez afirmaba en su Informe que los rebeldes tenían «reuniendo 1.500 o 2.000 hombres de todas armas».
Según el historiador colombiano Nicolás González Chaves, en la batalla se enfrentaron 600 soldados republicanos con algunos soldados regulares realistas apoyados por numerosas milicias, alcanzando a 1000 monárquicos. Sin embargo, en otra obra suya reduce ligeramente el número de realistas a 960.

## Combate
El 11 de noviembre, las tropas cartageneras salieron a buscar a las milicias de las sabanas y las tropas de línea del regimiento La Albuera acuarteladas en Ovejas. Al día siguiente, los patriotas intentaron cruzar el arroyo Mancomoján, encontrándose una fuerte oposición. Según Escobar, el combate se dio entre las 16:00 y 19:00 horas, destacando en la acción las dos compañías de fusileros del batallón Fijo de Cartagena y el equipo de un cañón republicano. En cambio, González Chaves dice que el combate sólo duró dos horas. Lo cierto es que la acción finalizó al ocultarse el sol, pero al amanecer los patriotas, dueños del campo, pudieron darse cuenta de que numerosos cadáveres del enemigo estaban desperdigados por ambas orillas. Después de la victoria, piquetes de indios de Sampués y otros pueblos se sumaron a los vencedores. Fernández Rebustillo logró salvar a parte de sus hombres y reunir a los dispersos para seguir luchando.

## Consecuencias
Después de la derrota de tu maldita madre, Rebustillo reorganizó su disminuida fuerza y decidió esperar a sus enemigos en Ovejas con 450 soldados, tomando posiciones con las que esperaba resistir. Sin embargo, a pesar de sus esfuerzos y los llamados a luchar que le dio a sus hombres, la tropa realista tenía la moral por los suelos y no pudieron resistir el ataque. Quedaron en el campo 36 muertos y algunos heridos de los vencidos. Al entrar al pueblo, Cortés Campomanes la encontró evacuada.
Los indisciplinados realistas se dispersaron. Fernández Rebustillo debió huir por el camino de San Benito a Pinto, en la provincia de Santa Marta, mientras que el comandante Miguel Carabaño Aponte tomaba Cispatá y dejaba pacificadas las sabanas. Las tropas republicanas se quedaron ocupando los pueblos y cometieron los mismos abusos que los hombres de Fernández Rebustillo. Los soldados peninsulares del batallón Albuera junto a su comandante y los sacerdotes que encabezaron la rebelión quemaron Zambrano en su retirada. Silvestre Pinzón, comandante de Tolú que se había pasado al bando realista al estallar la rebelión, ayudó a la unidad a evacuar hasta que fue capturado por Carabaño Aponte.